# Sommer-Paralympics 2008/Teilnehmer (Simbabwe)
| stlisierte Goldmedaille | stlisierte Silbermedaille | stlisierte Bronzemedaille |
| ----------------------- | ------------------------- | ------------------------- |
| —                       | —                         | —                         |

Simbabwe nahm  mit zwei Sportlern an den Sommer-Paralympics 2008 im chinesischen Peking teil. Fahnenträger war der Leichtathlet Elliot Mujaji. Er erreichte das beste Ergebnis der Sportler aus Simbabwe mit einem 8. Platz im 200-Meter-Lauf der Klasse T46.

## Teilnehmer nach Sportart

### Leichtathletik
Frauen
- Moline Muza

Männer
- Elliot Mujaji